# Claude Gilbert
Claude Gilbert (* 7. Juni 1652 in Dijon; † 18. Februar 1720 ebenda) war ein französischer utopischer Schriftsteller.

## Leben und Werk
Claude Gilbert war Rechtsanwalt in Dijon. 1700 veröffentlichte er die „Geschichte von Calejava oder der Insel der vernünftigen Menschen samt Vergleich ihrer Moral mit dem Christentum.“ In dieser Inselutopie (die Insel als alternative Welt, hier aber ohne fantastische oder exotische Elemente) stützte er sich auf Descartes, Pierre Nicole, Pierre Bayle und Nicolas Malebranche, um in moralischen und theologischen Dialogen an der Offenbarung und allen Dogmen und Wundern des Christentums zu zweifeln, die theologischen Streitereien für absurd zu erklären und ein Recht auf Glück zu fordern, denn „Gott will, dass wir in dieser Welt glücklich sind“.  Die berechtigte Angst vor Repression bewog ihn, die ganze Auflage bis auf 1 Exemplar verbrennen zu lassen.
Yvan Nérieux, der Herausgeber der kritischen Ausgabe von 2012, nimmt an, dass es sich bei Claude Gilbert um eine falsche Zuschreibung handelt und dass der Kleriker Philibert Papillon (1666–1738) in Wirklichkeit der Autor ist.

## Werke (Auswahl)
- Histoire de Calejava ou de l’isle des hommes raisonnables avec le paralèlle [sic] de leur morale et du christianisme. J. Reyseyre, Dijon 1700; EDHIS, Éditions d’Histoire sociale, Paris 1970.
- Histoire de Calejava ou de l’Isle des hommes raisonnables. Hrsg. Marc Serge Rivière. University of Exeter, Exeter 1990. (kritische Ausgabe)
- Histoire de Calejava ou de l’île des hommes raisonnables. Hrsg. Yvan Nérieux. Honoré Champion, Paris 2012. (kritische Ausgabe)